# Piera Coppola
Piera Coppola (Filadelfia, 22 aprile 1968) è una doppiatrice statunitense.

## Carriera
Incoraggiata da un suo insegnante (che le disse che avrebbe potuto incantare la gente leggendo l'elenco telefonico), Coppola ebbe il suo primo impiegato per una pubblicità radiofonica a 16 anni. Dopo aver studiato teatro e recitazione, ha trovato impiego nel settore del doppiaggio.
Parla inglese, francese e spagnolo.
È principalmente nota per aver prestato la voce a Sylvanas Windrunner, noto personaggio dell'universo di Warcraft (fino alla seconda espansione, Wrath of the Lich King, dove è stata sostituita da P. J. Mattson, e di nuovo in Heroes of the Storm), e a Poison Ivy nella serie animata The Batman.

## Doppiaggio

### Televisione
- Phineas e Ferb - Ready for the Bettys
- The Batman - episodi Batgirl Begins (1), Batgirl Begins (2), Fleurs du Mal - Poison Ivy

### Videogiochi
- Rise of the Argonauts - Medea
- Neopets: The Darkest Faerie - The Darkest Faerie
- Warcraft III: Reign of Chaos - Sylvanas Windrunner
  - Warcraft III: The Frozen Throne - Sylvanas Windrunner
- World of Warcraft - Sylvanas Windrunner
- Heroes of the Storm - Sylvanas Windrunner

### Film
- Giuseppe - Il re dei sogni - serva di Zuleika e altre voci (non accreditata)